# Nicolas Schmit
Pour les articles homonymes, voir Schmit.
Nicolas Schmit, né le 10 décembre 1953 à Differdange (Luxembourg), est un homme politique luxembourgeois, membre du Parti ouvrier socialiste luxembourgeois (LSAP). De décembre 2013 à décembre 2018, il est ministre du Travail, de l'Emploi et de l'Économie sociale et solidaire dans le gouvernement dirigé par Xavier Bettel.
Le 10 septembre 2019, il est désigné comme commissaire européen à l'Emploi, dans la commission d'Ursula von der Leyen.

## Biographie

### Études et formations
Après des études secondaires à Esch-sur-Alzette, Nicolas Schmit poursuit des études supérieures à l'Institut d'études politiques d’Aix-en-Provence, dont il est diplômé : il obtient une maîtrise de lettres en 1977 et un DEA de relations internationales en 1978, tout comme un doctorat en sciences économiques à la faculté de droit et d’économie d’Aix-Marseille en 1982.

### Carrière professionnelle
De 1978 à 1979, Nicolas Schmit occupe un poste de chargé de recherche en relations économiques internationales à l'université d'Aix-Marseille III.
À partir de 1979, il s'occupe, en tant qu'attaché à la présidence du gouvernement luxembourgeois, des dossiers économiques.
En 1983, il quitte cette fonction pour celle de secrétaire de légation de la direction politique au ministère des Affaires étrangères. De 1984 à 1989, il est chef de cabinet du ministre des Affaires étrangères, Jacques Poos.
De 1990 à 1992, Nicolas Schmit occupe le poste de conseiller à la Représentation permanente du Luxembourg auprès de l'Union européenne à Bruxelles. Il participe aux travaux de la Conférence intergouvernementale menant au traité de Maastricht.
De 1992 à 1998, il dirige le département des relations économiques internationales et de la coopération au ministère des Affaires étrangères.
De 1998 à 2004, il est ambassadeur représentant permanent du Luxembourg auprès de l'Union européenne à Bruxelles. De 2000 à 2001, il est également le représentant personnel du Premier ministre luxembourgeois à la Conférence intergouvernementale ayant préparé le traité de Nice. De 2002 à 2003, il représente par ailleurs le gouvernement en tant que membre suppléant aux réunions de la Convention européenne sur l'avenir de l’Europe.

### Carrière politique

#### Fonctions gouvernementales
À la suite des élections législatives du 13 juin 2004, Nicolas Schmit fait son entrée au gouvernement comme ministre délégué aux Affaires étrangères et à l’Immigration en date du 31 juillet 2004.
Lors de la reconduction du gouvernement de coalition entre le Parti chrétien-social (CSV) et le Parti ouvrier socialiste luxembourgeois (LSAP) issu des élections législatives du 7 juin 2009, Nicolas Schmit est nommé ministre du Travail, de l’Emploi et de l’Immigration en date du 23 juillet 2009.
À la suite des élections législatives du 20 octobre 2013, Nicolas Schmit est nommé ministre du Travail, de l’Emploi et de l’Économie sociale et solidaire en date du 4 décembre 2013 dans le gouvernement de coalition entre le Parti démocratique (DP), le LSAP et Les Verts (« déi gréng »).

#### Autres fonctions politiques
De 1989 à 1990, Nicolas Schmit est secrétaire du groupe parlementaire du LSAP.
De 1991 à 2004, il est membre du Conseil d’État.